# Adán Balbín
Adán Adolfo Balbín Silva (Huaral, 13 ottobre 1986) è un calciatore peruviano, centrocampista o difensore svincolato.

## Carriera

### Club
Ha iniziato a giocare a calcio nella squadra della sua città, l'Union Huaral. Qui gioca prima nelle squadre giovanili, poi nella prima squadra.
Nel 2007 debutta nella Primera División del Perú con la maglia del Coronel Bolognesi. L'allenatore della squadra Juan Reynoso lo schiera come difensore. Nel Coronel Bolognesi vince il Torneo di Clausura del 2007.
Dal 2009 passa all'Universidad San Martín con cui vince il campionato nel 2010.
Nel 2014 passa allo Sporting Cristal con il quale vince il campionato. L'anno successivo viene ceduto in prestito all'Unión Comercio; sempre nel 2015, dopo il rientro dal prestito, si trasferisce a titolo definitivo all'Universitario.

### Nazionale
Ha collezionato 13 presenze nella Nazionale di calcio del Perù.
Fu convocato per la prima volta da Sergio Markarián e fa il suo esordio in occasione di un'amichevole giocata a Bogotà contro la Colombia il 17 novembre 2010.
Ha preso parte anche alla Copa América 2011 conquistando il terzo posto con la sua nazionale.
Viene convocato per la Copa América Centenario negli Stati Uniti.

## Statistiche

### Cronologia presenze e reti in Nazionale
| Cronologia completa delle presenze e delle reti in nazionale ― Perù | Cronologia completa delle presenze e delle reti in nazionale ― Perù | Cronologia completa delle presenze e delle reti in nazionale ― Perù | Cronologia completa delle presenze e delle reti in nazionale ― Perù | Cronologia completa delle presenze e delle reti in nazionale ― Perù | Cronologia completa delle presenze e delle reti in nazionale ― Perù | Cronologia completa delle presenze e delle reti in nazionale ― Perù | Cronologia completa delle presenze e delle reti in nazionale ― Perù |
| Data                                                                | Città                                                               | In casa                                                             | Risultato                                                           | Ospiti                                                              | Competizione                                                        | Reti                                                                | Note                                                                |
| ------------------------------------------------------------------- | ------------------------------------------------------------------- | ------------------------------------------------------------------- | ------------------------------------------------------------------- | ------------------------------------------------------------------- | ------------------------------------------------------------------- | ------------------------------------------------------------------- | ------------------------------------------------------------------- |
| 17-11-2010                                                          | Bogotà                                                              | Colombia                                                            | 1 – 1                                                               | Perù                                                                | Amichevole                                                          | -                                                                   | 96’                                                                 |
| 1-6-2011                                                            | Niigata                                                             | Giappone                                                            | 0 – 0                                                               | Perù                                                                | Kirin Cup                                                           | -                                                                   | 62’                                                                 |
| 4-6-2011                                                            | Matsumoto                                                           | Perù                                                                | 0 – 0                                                               | Rep. Ceca                                                           | Kirin Cup                                                           | -                                                                   |                                                                     |
| 28-6-2011                                                           | Lima                                                                | Perù                                                                | 1 – 0                                                               | Senegal                                                             | Amichevole                                                          | -                                                                   |                                                                     |
| 4-7-2011                                                            | Mendoza                                                             | Uruguay                                                             | 1 – 1                                                               | Perù                                                                | Coppa America 2011 - 1º turno                                       | -                                                                   |                                                                     |
| 12-7-2011                                                           | Mendoza                                                             | Perù                                                                | 1 – 0                                                               | Messico                                                             | Coppa America 2011 - 1º turno                                       | -                                                                   |                                                                     |
| 16-7-2011                                                           | Córdoba                                                             | Colombia                                                            | 0 – 2                                                               | Perù                                                                | Coppa America 2011 - Quarti di Finale                               | -                                                                   |                                                                     |
| 19-7-2011                                                           | La Plata                                                            | Perù                                                                | 0 – 2                                                               | Uruguay                                                             | Coppa America 2011 - Semifinale                                     | -                                                                   | 60’ 90’                                                             |
| 23-7-2011                                                           | La Plata                                                            | Perù                                                                | 4 – 1                                                               | Venezuela                                                           | Coppa America 2011 - Finale 3º posto                                | -                                                                   | 67’                                                                 |
| 2-9-2011                                                            | Lima                                                                | Perù                                                                | 2 – 2                                                               | Bolivia                                                             | Amichevole                                                          | -                                                                   |                                                                     |
| 7-10-2011                                                           | Lima                                                                | Perù                                                                | 2 – 0                                                               | Paraguay                                                            | Qual. Mondiali 2014                                                 | -                                                                   |                                                                     |
| 11-10-2011                                                          | Santiago del Cile                                                   | Cile                                                                | 4 – 2                                                               | Perù                                                                | Qual. Mondiali 2014                                                 | -                                                                   | 46’                                                                 |
| 30-3-2016                                                           | Montevideo                                                          | Uruguay                                                             | 1 – 0                                                               | Perù                                                                | Qual. Mondiali 2018                                                 | -                                                                   | 65’                                                                 |
| 23-5-2016                                                           | Lima                                                                | Perù                                                                | 4 – 0                                                               | Trinidad e Tobago                                                   | Amichevole                                                          | -                                                                   | 55’                                                                 |
| 28-5-2016                                                           | Washington                                                          | El Salvador                                                         | 1 – 3                                                               | Perù                                                                | Amichevole                                                          | -                                                                   | 60’                                                                 |
| 13-6-2016                                                           | Foxborough                                                          | Perù                                                                | 1 – 0                                                               | Brasile                                                             | Coppa America 2016 - 1º turno                                       | -                                                                   | 46’                                                                 |
| Totale                                                              |                                                                     | Presenze                                                            | 16                                                                  |                                                                     | Reti                                                                | 0                                                                   |                                                                     |

## Palmarès

### Club

#### Competizioni nazionali
- Campionato peruviano: 3

Coronel Bolognesi: Primera División del Perú 2007
Universidad San Martín: Primera División del Perú 2010
Sporting Cristal: Campeonato Descentralizado 2014